# Плешкино (Вологодская область)
Плешкино — деревня в Бабушкинском районе Вологодской области.
Входит в состав сельского поселения Подболотное (до 2015 года входила в Логдузское сельское поселение), с точки зрения административно-территориального деления — в Логдузский сельсовет.
Расстояние по автодороге до районного центра села имени Бабушкина — 120 км, до ближайшего населённого пункта — деревни Логдуз — 4 км.
По переписи 2010 года население — 110 человек (63 мужчины, 47 женщины). Преобладающая национальность — русские (99 %).